# ツキアカリ
「ツキアカリ」は、日本の歌手・大原櫻子の1作目の配信限定シングル。

## 概要
- 3rdアルバム『Enjoy』からのリカットシングル。
- iTunes Storeとレコチョクでこの作品をダウンロードすると、デジタルブックレットが付いてきた[1]。

## 収録曲
1. ツキアカリ [3:08]
作詞：いであやか、坂井竜二
作曲：安岡洋一郎
編曲：UTA
2. Joy & Joy (5th TOUR 2018 Version) [5:11]
作詞：Sally#Cinnamon
作曲・編曲：多保孝一、UTA

## 参加ミュージシャン
- 大原櫻子：Vocal (#1,2)
- UTA：Programming (#1)

## 収録アルバム
- Enjoy (#1)